# La mia risposta
La mia risposta (magyarul: A válaszom) Laura Pausini 4. olasz nyelvű albuma. 1998. október 15-én adták ki. Az albumon hallható a Phil Collins által írt Looking for an Angel című duettje.  

## Dalok
1. La mia risposta  (A válaszom)
2. Stanotte stai con me (Ma este velem vagy)
3. Un'emergenza d'amore (Egy szerelem vészhelyzete)
4. Anna dimmi sì
5. Una storia seria (Egy komoly történet)
6. Come una danza
7. Che bene mi fai (Olyan jót teszel nekem)
8. In assenza di te (Téged nélkülözve)
9. Succede al cuore
10. Tu cosa sogni?
11. Buone verità
12. Felicità
13. Looking for an Angel